# Lidan
Lidan er en å eller flod der løber  i Västergötland i Sverige. Dens længde inklusive kildefloder er 93 km og dens afvandingsområde er 2.262 km². Ved udmundingen  i Vänern er vandføringen mellem 19,1 m³/s og 98 m³/s. Lidan har sit udspring i nærhweden af Älmestad i Ulricehamns kommun, løber mod nord over västgötaslätten og munder ud  i Kinneviken i Vänern ved Lidköping. Lidan har mange bifloder og  nogle få søer i sit afvandingsområde . Blandt bifloderne  er Flian, Lannaån, Jungån og Afsan. Bifloder til Flian er Dofsan, Slafsan og Pösan. Blandt søerne er Hornborgasjön, Sjötorpasjön og Rösjön. Blandt de vådmarksområder  den afvander er Mönarpa mossar, Ripelången, Karbomossen, Ramlamossen, Rösjömossen og Åsle mosse. 
Ånavets ældste kendte form er Liðæ fra 1300-tallet. Af lokalbefolkningen  kaldes Lidan i sit nedre løb for "Älva", men i sit øvre løb för "Åna". 
Ifølge fiskeriverket (svensk myndighed ~ fiskeridirektoratet) skal  den rødlistede fisk asp lege  i de nedre dele af Lidan og især i tilløbet Flian.
- Lidan nær udløbet i Lidköping.
- Den gamle bro over Flian i Resville på grænsen mellem Saleby og Norra Härene sockne.
- Resville mølle ved Flian.
- Gammal bro over Lidan ved Kvissle i Trävattna socken.
- Lidan ved Gullåkra i Trävattna socken. Foto fra 1912.